# Mayrín Villanueva
Mayrín Villanueva Ulloa (Cidade do México, 8 de outubro de 1970) é uma atriz mexicana. É conhecida no Brasil por atuar em A Mentira como a personagem Nicole, em Amigas e Rivais como a personagem Georgina, em Meu Coração É Teu como a grande vilã Isabela e também como Alice Montiel a protagonista de Se Nos Deixam, além de Refúgio em Rubi.

## Biografia
Estreou na televisão em  1998 na telenovela Preciosa, estrelada pela atriz Irán Castillo. Em seguida atuou na telenovela La mentira. Deteve grandes personagens telenovelísticas. Em 2007 obtém sua primeira protagonista em Yo amo a Juan Querendón. Em 2011 interpreta sua segunda protagonista em Una familia con suerte atuando ao lado de Arath de la Torre, Daniela Castro, entre outros. Protagonizou ainda a telenovela Mentir para vivir, esta de 2013, ao lado do ator David Zepeda.
Em 2014 obtém mais um sucesso interpretando sua primeira vilã em telenovelas, na comédia Mi corazón es tuyo como a malvada Isabela, atuando ao lado de Silvia Navarro, Jorge Salinas, entre outros.
Em 2016 faz uma pequena participação em Corazón que miente. Naquele ano foi escalada para viver uma das protagonistas da série-novela Mujeres de negro ao lado das atrizes Alejandra Barros e Ximena Herrera.
Em 2017 é escalada para protagonizar a telenovela Me declaro culpable, interpretando Alba.

## Vida pessoal
Mayrín foi casada com o ator Jorge Poza. Eles se conheceram quando atuaram na telenovela Preciosa em 1998, tiveram dois filhos: Romina e Sebastián. Essa foi a primeira telenovela da carreira artística de Mayrín. Após a separação ela se uniu ao ator Eduardo Santamarina com quem tem uma filha de nome Julia.
No final de 2007 foi noticiado por diversos jornais que Mayrín Villanueva, fez teste para o papel de "Bond girl" para o filme de 2008 com James Bond 007 - Quantum of Solace. Um comunicado emitido posteriormente, por um representante da agência de casting oficial do filme, Ricardo Hernández, afirmou que Mayrín não tinha sido escolhida. A imprensa acusou certas atrizes nomeadamente Mayrín de "falsas declarações" e "gerar publicidade sem base".

## Carreira

### Telenovelas
- Juegos de amor y poder (2025) - Inés Avendaño de Ferrer
- Golpe de suerte (2023-2024) - Guadalupe Inés "Lupita" Flores Roldan de Peréz
- Vencer la ausencia (2022) - Esther Noriega Luna
- Si nos dejan (2021-2022) - Alicia Montiel de Carranza
- Rubí (2020) - Refugio Ochoa de Pérez
- Soltero con hijas (2019-2020)  - Gabriela García Pérez de del Paso
- Mi marido tiene más familia (2018) - Rebeca Treviño Garza de López
- Me declaro culpable (2017-2018) - Alba Castillo Téllez Vda. de Dueñas
- Mujeres de negro (2016) - Vanessa Leal Riquelme Vda. de Zamora
- Corazón que miente (2016) - Lucía Castellanos Sáenz de Ferrer
- Mi corazón es tuyo (2014-2015) - Isabela Vázquez de Castro
- Mentir para vivir (2013) - Oriana Caligaris de Falcón / Inés Valdivia Aresti
- Porque el amor manda (2012-2013) - Rebeca Treviño Garza de López
- Una familia con suerte (2011-2012) - Rebeca Treviño Garza
- Amor sin maquillaje (2007) - Paula Dávila
- Yo amo a Juan Querendón (2007-2008) - Paula Dávila Escobar de Domínguez
- La fea más bella (2006-2007) - Jacqueline Palacios
- Mujer de madera (2004-2005) - Mariana Rodríguez
- Niña amada mía (2003) - Diana Soriano
- Amigas y rivales (2001) - Georgina Sánchez
- Aventuras en el tiempo (2001) - Urraca Valdepeña
- Siempre te amaré (2000) - Berenice Paragas de Castellanos
- Cuento de Navidad (1999-2000) - Espírito
- Alma rebelde (1999) - Paula
- La mentira (1998) - Nicole Belot
- Preciosa (1998) - Claudia Ortíz

### Comédia
- Vecinos (2005-2009) - Silvia Olivera

## Prêmios e Nomeações

### Prêmio TVyNovelas
| Ano                     | Categoria                          | Programa/Telenovela     | Resultado |
| ----------------------- | ---------------------------------- | ----------------------- | --------- |
| Prêmios TVyNovelas 2003 | Melhor Atriz Revelação             | Niña amada mía          | Ganhadora |
| Prêmios TVyNovelas 2008 | Melhor Atriz Protagonista          | Yo amo a Juan Querendón | Nomeada   |
| Prêmios TVyNovelas 2012 | Melhor Atriz Protagonista          | Una familia con suerte  | Nomeada   |
| Prêmios TVyNovelas 2014 | Melhor Atriz Protagonista          | Mentir para vivir       | Nomeada   |
| Prêmios TVyNovelas 2015 | Melhor Atriz Antagonista           | Mi corazón es tuyo      | Nomeada   |
| Prêmios TVyNovelas 2017 | Melhor Atriz Protagonista de Série | Mujeres de negro        | Nomeada   |